# Estació d'esquí de Coll de Pal
L'Estació d'esquí de Coll de Pal va ser una estació d'esquí alpí entre els anys 1977 i 2004. Va ser considerada miniestació hivernal, no va arribar mai a constituir una estació d’esquí permanent, i només oferia obertura de serveis (remuntadors, monitors d’esquí i edifici de serveis) els caps de setmana, festes escolars i entre setmana sota reserva.
Des de l’any 2005 forma part del domini esquiable de l'Estació d’esquí de La Molina, dintre el “sector Coll de Pal” d’aquesta estació. El nom de La Molina va associat a les 3 comarques on hi te presència: Cerdanya, Ripollès i Berguedà; la part del Berguedà correspon al citat sector de Coll de Pal. Al formar part de La Molina també ho és conjuntament amb l’estació d’esquí de Masella del domini esquiable d'Alp 2.500.
És accesible a través de la carretera BV-4024, al final del recorregut de la citada via.

## Toponímia
El nom de l’estació d’esquí ve del principal referent toponímic de la contrada i que uneix els diferents punts referencials al seu voltant. Tota l’estació d’esquí es troba en una sol predi propietat de l’Ajuntament de Bagà, de nom “Muntanya Comuna”, i les pistes d’esquí es troben prop de “Comabella”, el referent “Coll de Pal” eclipsa qualsevol altra denominació per a la zona.

## Situació
L’estació d’esquí de Coll de Pal està situada al terme municipal de Bagà, a l’extrem nord de la comarca del Berguedà, ubicada a la serralada pirinenca entre els cims de Puigllançada i el Cap del Serrat Gran, al vessant nord de la mateixa collada que dona nom a l’indret: Coll de Pal.
Els cims esquiables d’aquesta contrada són els vessants nord i oest del Puigllançada amb 2.409 metres, els vessants est i nord del Cap del Serrat Gran amb 2.402 metres i el vessant oest del Pedró dels Quatre Batlles amb 2.536 metres d’alçada.
L’estació d’esquí es va desenvolupar amb remuntadors per sobre els 1.987 metres i amb una cota màxima de 2.065 metres a la falda del vessant orientat al nord-est del Cap del Serrat Gran.
Les aigües de la vall van a parar a la conca del riu Segre, primer per la torrentada de Coll de Pal, que a la vegada van al Torrent de la Ringueta, tributària de la Ribera d’Alp, i aquesta al riu Segre.

## Antecedents

### Inicis de l'esquí
La pràctica de l’esquí a la zona es anterior als accessos amb carretera i es remunten als inicis de l'esquí a la zona de La Molina (a la part inferior de la vall) on als anys 20 del segle xx, ja pujaven a peu a la zona de Coll de Pal i baixaven esquiant cap a La Molina.
Als anys 20 del segle XX no existia connectivitat per via de comunicació que no fos el camí ramader, i això feia que a l'hivern no hi hagués cap relació des de Bagà cap a Coll de Pal.

### Enllaç berguedà al cim del Pedró dels Quatre Batlles
Quan encara no existia accés amb carretera asfaltada fins a Coll de Pal, es va plantejar a l'any 1965 la construcció d'un telecadira o un telefèric promogut per la Mancomunitat Intermunicipal de l'Alt Berguedà que enllaces des del Berguedà amb el domini esquiable existent al Pedró dels Quatre Batlles (en aquell moment, Supermolina). Aquesta instal·lació s'havia de fer des del El Claper i fins al mateix cim.

### Domini esquiable
Part del domini esquiable de Coll de Pal, ja era domini esquiable d'altres estacions d'esquí, situació que s'ha ampliat al llarg del temps i que s'ha completat amb la integració de l'estació d'esquí de Coll de Pal a l'estació d'esquí de La Molina.
Les zones de:
- Puigllançada. És part del domini esquiable de l'Estació d'esquí de La Molina: en part del sector de pistes de Torrent negre.
- Pedró dels Quatre Batlles. És part del domini esquiable de: 
  - Estació d’esquí de La Molina: Cim de la Tosa d'Alp, Refugi de Niu de l'Aliga, pistes de Comabella, torrent de Coll de Pal i dues estacions.
  - i de l'Estació d'esquí de Masella: Retorn del telesquí "Tosa".

## Història
La gestió d’aquesta estació d’esquí alpí al llarg dels anys ha estat un cas singular, on la inversió inicial va anar a càrrec de la Diputació provincial, per passar després per cessió de l’Ajuntament que a la vegada ho cedeix a una entitat, torna a assumir la gestió l'Ajuntament i finalment a una empresa pública de la Generalitat de Catalunya.
Ordre cronològic:

### Diputació de Barcelona
La Diputació de Barcelona va fomentar l’esquí amb la construcció a partir de 1971 de les carreteres d’accés als Rasos de Peguera i la de Coll de Pal. En el cas de la carretera de Coll de Pal havia de servir com accés inicial al futur túnel del Cadí i per comunicar amb la Cerdanya i connectar amb les pistes d’esquí de l’estació d’esquí de Supermolina (una de els dues estacions d’esquí que en aquell moment hi havia a La Molina), actualment La Molina. En cap moment es plantejava una estació d’esquí a Coll de Pal.
El 17 de juliol de 1973 Joan Antoni Samaranch i Torelló fou nomenat president de la Diputació de Barcelona. En plena execució de la construcció de la carretera a Coll de Pal en una visita a l’octubre de 1973, el president de la Diputació ja valorava Coll de Pal com una futura estació d’esquí els vessant de Puigllançada i del Pedró dels Quatre Batlles, tot dins el conjunt de Coll de Pal, a tocar de l’estació d’esquí de La Molina.
La creació de l’estació d’esquí de Coll de Pal va directament lligada a la construcció de la carretera i al Xalet de Coll de Pal, totes aquestes accions van ser executades per la Diputació de Barcelona, és doncs aquest estament provincial a qui es deu la iniciativa de l’estació d’esquí, en concret com es podrà veure va ser una motivació personal del president de la Diputació, Sr. Joan Antoni Samaranch i Torelló.
La Diputació de Barcelona va demanar la cessió de terrenys per executar l’estació d’esquí de Coll de Pal. Així doncs, la iniciativa de l’estació d’esquí és fomentat per una institució pública a diferència d'altres llocs on les estacions d’esquí correspon a la iniciativa privada, així doncs es tracta d’una promoció de caràcter social de la Diputació. El 17 de setembre de 1974, l’Ajuntament de Bagà titular dels terrenys va aprovar cedir a la Diputació per un període de 99 anys els drets sobre els terrenys de l’estació d’esquí de Coll de Pal, al tractar-se d’un terreny d’utilitat pública li calia també la resolució favorable de l’administració forestal, fet que li va ser atorgat per l'ICONA el 18 de desembre de 1975.
A l’any 1975 la Diputació de Barcelona projecta una estació d’esquí a Coll de Pal. El 25 de setembre de 1976, el president de la Diputació en reunió a l’Ajuntament de Bagà presenta l’avantprojecte d’estació d’esquí de Coll de Pal. L'avantprojecte exposat preveia 720 hectàrees de pistes d'esquí, fins a 15 remuntadors (telecadires i teleesquís), amb una capacitat per a 9.000 esquiadores, serveis d’alberg, clínica i maquines llevaneus per la carretera construïda i que arriba fins a la mateixa estació de esquí. Van aprovar la instal·lació del primer remuntador que es faria immediatament, i fins i tot preveien realitzar una prova esportiva per aquella mateixa temporada 1976-1977 (prova esportiva que no es va fer).
La carretera BV-4024 d’accés a Coll de Pal no finalitzava al mateix coll, continuava fins al final del municipi i de la província. Una vegada construïda la carretera i prop del final de la mateixa, la Diputació de Barcelona hi va construir el teleesquí (TQ) “Sant Jordi” a finals de 1976, amb un cost de 3,5 milions de pessetes de l’època.
Les característiques tècniques del teleesquí “Sant Jordi” són marca Poma-Buj (instal·lat per l'empresa catanala REAC) amb un traçat rectilini de 422 metres amb una pendent mitjana del 18’62%.
El mes d'abril de 1977 va ser un mes intensíssim:
- La posada en funcionament per al públic per primera vegada del teleesquí Sant Jordi va ser durant els dies de festa escolars de la Setmana Santa de 1977 (del 4 al 8 d’abril), la Diputació de Barcelona va promocionar un curset d’esquí a Coll de Pal, dirigida als escolars veïns de les poblacions de Bagà i Guardiola de Berguedà. Una activitat feta amb membres del Berga Esqui Club. L’èxit va ser rotund.
- Coincidint en aquests dies, els mitjans de comunicacions esmentaven els rumors que el nou càrrec (per establiment de relacions) d’ambaixador a l’URSS era per a Joan Antoni Samaranch.[14]
- El mateix mes d'abril s'inicien els tràmits legals del primer remuntador instal·lat.[15]

El 10 de juny de 1977 el president de la Diputació, Sr. Joan Antoni Samaranch va ser nomenat ambaixador d’Espanya a la Unió soviètica i Mongòlia desvinculant-se la seva relació amb Coll de Pal, càrrec que assumí el 17 de juliol següent. El mateix estiu de l’any 1977, la Diputació es va desdir dels terrenys cedits, però mantenia la propietat sobre el remuntador, que el cedia anualment a l’Ajuntament (posteriorment es va cedir la propietat a l’Ajuntament).

### Club d’esquí Coll de Pal
A l’estiu de 1977 de forma sobtada i contra pronòstic, l’estació d’esquí passa a ser de titularitat municipal, però l’Ajuntament de Bagà no sabia com fer front a la situació. Davant del risc de que quedes tot aturat, es va crear el Club d’Esquí Coll de Pal, i l’Ajuntament de Bagà després de moltes negociacions cedia la gestió del remuntador al Club d’Esquí Coll de Pal, que és qui en feia l’explotació: instal·lació un grup de fluid elèctric, fer les tasques de manteniment i de funcionament del remuntador amb un preu econòmic, públic i obert a tothom.
En aquesta etapa hi va haver un gran foment de l’esquí alpí a les poblacions adjacents de l’alt Berguedà gràcies als preus econòmics i les facilitats per accedir-hi. El forfet inicial va ser de 100 pta./adult i 80 pta./adult soci. Als anys 90, el preu del forfet era de 1.000 pta./adult i 800 pta./adult soci. La pràctica de l’esquí es va fer popular en totes unes generacions de jovent i familiar.
La declaració del Parc Natural Cadí-Moixeró de 1983 es va fer excloent de forma expressa la superfície corresponent a la zona de Coll de Pal destinada a la pràctica de l’esquí alpí (segons l’avanç de les normes subsidiàries de planejament objecte d’acord de la Comissió d’Urbanisme de Barcelona en sessió de 2 de març de 1983).
Van ser anys d’expansió, a l'any 1982 es va aixecar un refugi amb cafeteria i lloguer de material d’esquí i de monitors d’esquí alpí, es va adquirir una màquina trepitjaneu i a l’any 1985 es va instal·lar el telebaby “Comabella”.

### Ajuntament de Bagà
L’any 1992 la Diputació de Barcelona a instàncies de l’Ajuntament de Bagà proposa la redacció d’un projecte per impulsar una estació d’esquí a coll de Pal que, a la vegada, integrés les estacions de la Molina i Masella. A finals de 1994, l’Ajuntament de Bagà presenta l’avantprojecte d’estació d’esquí on es preveia que l’estació d’esquí de Coll de Pal tingués 9 remuntadors i 20 pistes balisades, amb una inversió total superior als 3.000 milions de pessetes de l’època. Projecte que no es va executar mai.
A partir de 1995, l’Ajuntament de Bagà assumeix la gestió de l’estació municipal d’esquí i el Club d'Esquí Coll de Pal esdevé únicament gestor de l'activitat social del Club.
A partir de l’any 2000 es planteja la connectivitat amb l’estació de La Molina, que culmina al desembre de 2004 quan es va signar un acord entre l'Ajuntament de Bagà i l'empresa Ferrocarrils de la Generalitat de Catalunya en que passa Coll de Pal per Acord de cessió de l’Ajuntament de Bagà a Ferrocarrils de la Generalitat de Catalunya com a domini esquiable de l’estació d’esquí de La Molina. En la darrera temporada d’esquí com a estació d’esquí a l’any 2004 Coll de Pal tenia un forfet de 9,2€/adult.

### Domini esquiable de La Molina
Des dels inicis, part del domini esquiable de l’estació d’esquí de La Molina és en terrenys propietat de l’Ajuntament de Bagà i ubicats dins del municipi de Bagà, això feia que hi hagués relació entre les parts. Aquesta relació porta a un punt que La Molina assumeix tots els terrenys esquiables, inclosos els de l’estació d’esquí de Coll de Pal, a partir de 2005.
A l’any 2008 l’estació d’esquí de La Molina substitueix el telebaby “Comabella” per la cinta transportadora coberta (CT) “Comabella”.
A l’any 2010 es va aprovar un Pla Especial Urbanístic de Coll de Pal, i a l’any 2011 es va fer parcialment l’edifici de serveis, que es preveu finalitzar de cara a la temporada d’esquí 2020-2021.
Instal·lació parcial a l’any 2011 del telecadira (TSC) “El Llac” que comunica La Molina i Coll de Pal, aprofitant el telecadira de 4 places Cap de Comella substituït a l'any 2009. Instal·lació que entra en servei el 6 de desembre de 2019. Amb aquest telecadira culmina la integració de Coll de Pal al domini esquiable de La Molina.
El 2016 es feia públic el nou Pla Director Urbanístic de Molina i Masella, redactat pensant en la possibilitat que les dues estacions puguin acollir en el futur uns jocs d'hivern. En aquest document, hereu actualitzat i ampliat del Pla director de La Molina de l'any 2012, es tornava a fer palesa la voluntat de projectar Coll de Pal dins la zona esquiable del domini de La Molina i Masella.
Tot seguit La Molina va negociar amb l’Ajuntament de Bagà la cessió per 30 anys dels terrenys esquiables de Coll de Pal que es va renovar a l’any 2017 a Ferrocarrils de la Generalitat de Catalunya, titular de l’estació d’esquí de La Molina, i s'iniciaren les obres i actuacions previstes. La temporada d'esquí 2019-2020 va entrar en funcionament el TSC El Llac que enllaça des de La Molina a Coll de Pal i la prolongació del TCB Cadí-Moixeró fins al cim (terrenys propietat de l'Ajuntament de Bagà).

## Infraestructures
L’estació d’esquí inicialment estava formada per un remuntador, posteriorment s'hi afegí un telebaby (que va ser substituït per una cinta). Darrerament ha entrat en servei el telecadira que fa la connexió de La Molina a Coll de Pal.
Per altra banda, als anys 80 s'hi va construir un edifici de serveis prop del TQ Sant Jordi, posteriorment a l'any 2011 es va construir un edifici de serveis prop de la CT Comabella que encara no ha entrat en servei.
Relació de remuntadors i pistes pròpies de l’estació d’esquí de Coll de Pal d’acord amb el domini esquiable de La Molina.
| Remuntadors        | Longitud (m) | Desnivell (m) | Cabal (p/h) |
| 11 - TQ Sant Jordi | 400          | 75            | 600         |
| 14 - CT Comabella  | 65           | 16            | 1.440       |

Cinta Comabella
| Pista            | Longitud (m) | Desnivell (m) |
| 49 – Serrat Gran | 97           | 12            |
| 50 – Comafloriu  | 97           | 12            |

TQ Sant Jordi
| Pista                    | Longitud (m) | Desnivell (m) |
| 51- Torrent de Comabella | 628          | 75            |
| 52 – Pista del refugi    | 514          | 75            |

## Rutes d’accés
Només hi ha una ruta d’accés a traves de la carretera BV-4024 que amb inici a Bagà finalitza al límit del municipi, vora l’estació d’esquí.
Un dels principals problemes per arribar a aquesta zona d’esquí es que cal superar el coll de Pal, un port de muntanya a 2.100 metres d’alçada.
Per altra banda, la carretera BV-4024 transcorre en els seus darrers 4 quilometres per prats alpins al ras (a ~2.000 metres d’alçada), fet que dificulta la viabilitat hivernal per l’acumulació de neu en forma de congestes a la via provocada per les ventades, així com pel risc d’allaus que poden caure o travessar la carretera.
En el moment de la construcció de la carretera citada, la Diputació de Barcelona només tenia una altra via d’alçada amb innivació (la dels Rasos de Peguera), i disposava de suficient maquinària per fer front a les dues situacions. La maquinària de Coll de Pal va estar varis anys tenint com a garatge al Xalet de Coll de Pal.
A partir de 1980 amb la inauguració del tram de la carretera BV-4031 que creuava el coll de la Creueta, des de Castellar de n’Hug i fins a La Molina i la carretera GI-400, la maquinària llevaneus és compartida a la BV-4024 i BV-4031, i això suposà un important dèficit, ja que limitava les actuacions de les llevaneus, donat que hi havia uns 53 km de distància entre els dos colls d’aquestes carreteres, i gairebé dues hores de desplaçament per a la maquinària. I el fet, que la carretera BV-4031 era prioritària donat que si que comunicava entre diferents valls, a diferència de la carretera BV-4024 que era final.